# روجر بوبو
روجر بوبو (بالإنجليزية: Roger Bobo)‏ هو موزع وموسيقي أمريكي، ولد في 8 يونيو 1938 في لوس أنجلوس في الولايات المتحدة.

## روابط خارجية
- روجر بوبو على موقع ميوزك برينز (الإنجليزية)
- روجر بوبو على موقع أول ميوزيك (الإنجليزية)